# Storms of Life (album)
| Recensione              | Giudizio |
| ----------------------- | -------- |
| AllMusic                |          |
| Robert Christgau        | B+       |
| Dizionario del Pop-Rock |          |

Storms of Life è il primo album in studio del cantante statunitense Randy Travis, pubblicato dalla Warner Bros. Records nel giugno del 1986.

## Tracce

### LP
(1986, Warner Bros. Records, 1-25435)
Lato A
1. On the Other Hand – 3:05 (Paul Overstreet, Don Schlitz)
2. The Storms of Life – 2:43 (Troy Seals, Max D. Barnes)
3. My Heart Cracked (But It Did Not Break) – 2:18 (Phil Thomas, Ronny Scaife, Don Singleton)
4. Diggin' Up Bones – 2:58 (Paul Overstreet, Al Gore)
5. No Place Like Home – 4:06 (Paul Overstreet)

Durata totale: 15:10
Lato B
1. 1982 – 2:58 (James H. Blackmon, Carl J. Vipperman)
2. Send My Body – 2:59 (Randy Travis)
3. Messin' with My Mind – 3:06 (Joe Allen, Charlie Williams)
4. Reasons I Cheat – 4:20 (Randy Travis)
5. There'll Always Be a Honky Tonk Somewhere – 3:12 (Johnny MacRae, Steve Clark)

Durata totale: 16:35

## Musicisti
- Randy Travis – voce solista
- Fred Newell – chitarra elettrica
- Steve Gibson – chitarra elettrica
- Larry Byrom – chitarra elettrica, chitarra acustica
- Keith Stegall – chitarra elettrica
- Greg Jennings – chitarra elettrica
- Bobby Thompson – chitarra acustica
- Kenny Bell – chitarra acustica
- Mark Casstevens – chitarra acustica
- Doyle Grisham – chitarra steel
- Jerry Douglas – dobro
- Mark O'Connor – mandolino, fiddle
- Shane Keister – tastiere
- Dennis Burnside – tastiere
- Bobby Wood – tastiere
- Kyle Lehning – tastiere
- Hoot Hester – fiddle
- Blaine Sprouse – fiddle
- Don Jackson – clarinetto
- David Hungate – basso
- Jack Williams – basso
- Michael Rhodes – basso
- Mark Hembree – basso (acustico)
- Larrie Londin – batteria
- James Stroud – batteria
- Eddie Bayers – batteria
- Terry McMillan – percussioni, armonica
- Kirk "Jelly Roll" Johnson – percussioni, armonica
- Michael Bonagura – cori di sottofondo
- Kathie Baillie – cori di sottofondo
- Alan LeBoeuf – cori di sottofondo
- Kyle Lehning – cori di sottofondo
- Tom Brannon – cori di sottofondo
- Lisa Silver – cori di sottofondo
- Phil Forrest – cori di sottofondo
- Diane Stegall – cori di sottofondo
- Paul Overstreet – cori di sottofondo
- Paul Davis – cori di sottofondo

### Produzione
- Kyle Lehning – produzione
- Kyle Lehning e Keith Stegall – produzione (A1 e B4)
- Registrazioni basi effettuate al Emerald Sound Studio di Nashville, Tennessee
- Joseph Bogan – ingegnere delle registrazioni (Emerald Sound Studio) (A1 e B4)
- Registrazioni basi effettuate al Sound Stage Studio di Nashville, Tennessee
- Eric Prestidge – ingegnere delle registrazioni (Sound Stage Studio) (A2, B1 e B2)
- Registrazioni basi effettuate al Ground Star Laboratories di Nashville, Tennessee
- Joseph Bogan – ingegnere delle registrazioni (Ground Star Laboratories) (A5 e B5)
- Ben Harris – ingegnere delle registrazioni (Ground Star Laboratories) (A3, A4 e B3)
- Tutte le sovraincisioni e i mixaggi, effettuati al Morningstar Studio di Nashville, Tennessee
- Kyle Lehning e Kirt Odle – ingegnere delle sovraincisioni e dei mixaggi (Morningstar Studio)
- Mastering originale effettuato da Mike Reese al Mastering Lab
- Janice Azrak – grafica e design copertina album originale
- Robin Hood – foto copertina album originale[7]

## Classifica
Album
| Anno | Classifica         | Posizione raggiunta |
| ---- | ------------------ | ------------------- |
| 1986 | Billboard 200      | 85                  |
| 1986 | Top Country Albums | 1                   |

## Classifica singoli
Singoli
| Anno    | Titolo del brano   | Classifica        | Posizione raggiunta |
| ------- | ------------------ | ----------------- | ------------------- |
| 1985/86 | On the Other Hand  | Hot Country Songs | 1                   |
| 1985/86 | 1982               | Hot Country Songs | 6                   |
| 1986    | Diggin' Up Bones   | Hot Country Songs | 1                   |
| 1986    | No Place Like Home | Hot Country Songs | 2                   |